# Mistrzostwa Polski w Short Tracku 2016
Mistrzostwa Polski w Short Tracku 2016 – 20. edycja mistrzostw, która odbyła się w dniach 4–6 marca 2019 roku w Hali Olivia w Gdańsku.

## Wyniki

### Kobiety

#### 500 metrów
Finał
| Miejsce | Zawodniczka          | Klub              | Wynik     | Punkty |
| ------- | -------------------- | ----------------- | --------- | ------ |
| 1.      | Natalia Maliszewska  | Juvenia Białystok | 46,736    | 34     |
| 2.      | Magdalena Warakomska | Juvenia Białystok | 46,918    | 21     |
| 3.      | Weronika Surowiec    | Orzeł Elbląg      | 48,014    | 13     |
| 4.      | Oliwia Gawlica       | AZS Opole         | Bez czasu | 8      |

#### 1000 metrów
Finał
| Miejsce | Zawodniczka          | Klub                | Wynik    | Punkty |
| ------- | -------------------- | ------------------- | -------- | ------ |
| 1.      | Natalia Maliszewska  | Juvenia Białystok   | 1:33,209 | 34     |
| 2.      | Oliwia Gawlica       | AZS Opole           | 1:33,322 | 21     |
| 3.      | Magdalena Warakomska | Juvenia Białystok   | 1:35,932 | 13     |
| 4.      | Monika Grządkowska   | Stoczniowiec Gdańsk | 1:36,985 | 8      |

#### 1500 metrów
Finał
| Miejsce | Zawodniczka          | Klub                | Wynik    | Punkty |
| ------- | -------------------- | ------------------- | -------- | ------ |
| 1.      | Magdalena Warakomska | Juvenia Białystok   | 3:05,284 | 34     |
| 2.      | Oliwia Gawlica       | AZS Opole           | 3:05,402 | 21     |
| 3.      | Natalia Maliszewska  | Juvenia Białystok   | 3:06,438 | 13     |
| 4.      | Monika Grządkowska   | Stoczniowiec Gdańsk | 3:06,760 | 8      |
| 5.      | Patrycja Markiewicz  | Juvenia Białystok   | 3:08,520 | 5      |
| 6.      | Weronika Surowiec    | Orzeł Elbląg        | 3:09,927 | 3      |

#### Superfinał 3000 metrów
Finał
| Miejsce | Zawodniczka          | Klub                | Wynik     | Punkty |
| ------- | -------------------- | ------------------- | --------- | ------ |
| 1.      | Oliwia Gawlica       | AZS Opole           | 5:26,973  | 34     |
| 2.      | Magdalena Warakomska | Juvenia Białystok   | 5:27,028  | 26     |
| 3.      | Monika Grządkowska   | Stoczniowiec Gdańsk | 5:27,155  | 13     |
| 4.      | Kamila Stormowska    | Orzeł Elbląg        | 5:28,176  | 8      |
| 5.      | Patrycja Markiewicz  | Juvenia Białystok   | 5:44,662  | 5      |
| 6.      | Weronika Surowiec    | Orzeł Elbląg        | 5:44,707  | 3      |
| 7.      | Karolina Miłkowska   | Juvenia Białystok   | 7:08,604  | 2      |
| 8.      | Natalia Maliszewska  | Juvenia Białystok   | Bez czasu | 1      |

#### Wielobój
Klasyfikacja
| Miejsce | Zawodniczka          | Klub                | Dystanse | Dystanse | Dystanse | Dystanse | Punkty |
| Miejsce | Zawodniczka          | Klub                | 1500 m   | 500 m    | 1000 m   | 3000 m   | Punkty |
| ------- | -------------------- | ------------------- | -------- | -------- | -------- | -------- | ------ |
| 1.      | Magdalena Warakomska | Juvenia Białystok   | 1        | 2        | 3        | 2        | 94     |
| 2.      | Oliwia Gawlica       | AZS Opole           | 2        | 4        | 2        | 1        | 84     |
| 3.      | Natalia Maliszewska  | Juvenia Białystok   | 3        | 1        | 1        | 8        | 82     |
| 4.      | Monika Grządkowska   | Stoczniowiec Gdańsk | 4        | 5        | 4        | 3        | 34     |
| 5.      | Weronika Surowiec    | Orzeł Elbląg        | 6        | 3        | 6        | 6        | 22     |
| 6.      | Patrycja Markiewicz  | Juvenia Białystok   | 5        | 22       | 5        | 5        | 15     |
| 7.      | Kamila Stormowska    | Orzeł Elbląg        | 13       | 6        | 9        | 4        | 11     |
| 8.      | Karolina Miłkowska   | Juvenia Białystok   | 12       | 7        | 7        | 7        | 6      |
| 9.      | Nikola Mazur         | Juvenia Białystok   | 7        | 14       | 8        |          | 2      |
| 10.     | Agnieszka Tawrel     | Juvenia Białystok   | 8        | 22       | 13       |          | 1      |
| 11.     | Kamila Stankiewicz   | Orzeł Elbląg        | 19       | 8        | 18       |          | 1      |

#### Sztafeta 3000 metrów
Finał
| Miejsce | Klub                                                                                                   | Wynik    |
| ------- | --- | -------- |
| 1.      | Juvenia Białystok Natalia Maliszewska Patrycja Markiewicz Nikola Mazur Magdalena Warakomska            | 4:38,161 |
| 2.      | Orzeł Elbląg Dorota Kisielewska Kamila Stankiewicz Kamila Stormowska Marika Surowiec Weronika Surowiec | 4:38,327 |
| 3.      | AZS Opole Oliwia Gawlica Katarzyna Iwach Magdalena Szwajlik Magdalena Wilga                            | 4:42,788 |
| 4.      | Juvenia Białystok II Karolina Miłkowska Agnieszka Tawrel Gabriela Topolska Magdalena Witulska          | 5:00,064 |

### Mężczyźni

#### 500 metrów
Finał
| Miejsce | Zawodnik         | Klub              | Wynik  | Punkty |
| ------- | ---------------- | ----------------- | ------ | ------ |
| 1.      | Bartosz Konopko  | Juvenia Białystok | 42,652 | 34     |
| 2.      | Rafał Anikiej    | Juvenia Białystok | 42,732 | 21     |
| 3.      | Łukasz Kuczyński | Juvenia Białystok | 42,984 | 13     |
| 4.      | Adam Filipowicz  | AZS Opole         | 43,374 | 8      |

#### 1000 metrów
Finał
| Miejsce | Zawodnik         | Klub                | Wynik    | Punkty |
| ------- | ---------------- | ------------------- | -------- | ------ |
| 1.      | Bartosz Konopko  | Juvenia Białystok   | 1:29,978 | 34     |
| 2.      | Krystian Korecki | Juvenia Białystok   | 1:30,679 | 21     |
| 3.      | Adam Filipowicz  | AZS Opole           | 1:34,128 | 13     |
| 4.      | Michał Kłosiński | Stoczniowiec Gdańsk | 1:35,431 | 8      |
| -       | Paweł Adamski    | Juvenia Białystok   | PEN      |        |

#### 1500 metrów
Finał
| Miejsce | Zawodnik         | Klub                | Wynik    | Punkty |
| ------- | ---------------- | ------------------- | -------- | ------ |
| 1.      | Bartosz Konopko  | Juvenia Białystok   | 2:30,988 | 34     |
| 2.      | Rafał Anikiej    | Juvenia Białystok   | 2:31,060 | 21     |
| 3.      | Adam Filipowicz  | AZS Opole           | 2:31,304 | 13     |
| 4.      | Michał Kłosiński | Stoczniowiec Gdańsk | 2:34,088 | 8      |
| 5.      | Bartosz Bielecki | Juvenia Białystok   | 2:34,197 | 5      |
| 6.      | Krystian Korecki | Juvenia Białystok   | 2:34,563 | 3      |
| 7.      | Karol Nieścier   | Juvenia Białystok   | 2:34,875 | 2      |

#### Superfinał 3000 metrów
Finał
| Miejsce | Zawodniczka      | Klub                | Wynik    | Punkty |
| ------- | ---------------- | ------------------- | -------- | ------ |
| 1.      | Rafał Anikiej    | Juvenia Białystok   | 5:06,046 | 34     |
| 2.      | Adam Filipowicz  | AZS Opole           | 5:07,454 | 21     |
| 3.      | Krystian Korecki | Juvenia Białystok   | 5:10,962 | 13     |
| 4.      | Michał Kłosiński | Stoczniowiec Gdańsk | 5:12,773 | 8      |
| 5.      | Bartosz Bielecki | Juvenia Białystok   | 5:16,669 | 5      |
| 6.      | Łukasz Kuczyński | Juvenia Białystok   | 5:43,447 | 3      |
| 7.      | Karol Nieścier   | Juvenia Białystok   | 5:54,885 | 2      |
| 8.      | Bartosz Konopko  | Juvenia Białystok   | 6:12,316 | 6      |

#### Wielobój
Klasyfikacja
| Miejsce | Zawodniczka       | Klub                | Dystanse | Dystanse | Dystanse | Dystanse | Punkty |
| Miejsce | Zawodniczka       | Klub                | 1500 m   | 500 m    | 1000 m   | 3000 m   | Punkty |
| ------- | ----------------- | ------------------- | -------- | -------- | -------- | -------- | ------ |
| 1.      | Bartosz Konopko   | Juvenia Białystok   | 1        | 1        | 1        | 8        | 108    |
| 2.      | Rafał Anikiej     | Juvenia Białystok   | 2        | 2        | 6        | 1        | 76     |
| 3.      | Adam Filipowicz   | AZS Opole           | 3        | 4        | 3        | 2        | 55     |
| 4.      | Krystian Korecki  | Juvenia Białystok   | 6        | 9        | 2        | 3        | 37     |
| 5.      | Michał Kłosiński  | Stoczniowiec Gdańsk | 4        | 8        | 4        | 4        | 24     |
| 6.      | Łukasz Kuczyński  | Juvenia Białystok   | 24       | 3        | 7        | 6        | 16     |
| 7.      | Karol Nieścier    | Juvenia Białystok   | 7        | 5        | 5        | 7        | 14     |
| 8.      | Bartosz Bielecki  | Juvenia Białystok   | 5        | 6        | 8        | 5        | 10     |
| 9.      | Krzysztof Drumski | Juvenia Białystok   | 8        | 24       | 14       |          | 1      |

#### Sztafeta 5000 metrów
Finał
| Miejsce | Klub | Wynik    |
| ------- | --- | -------- |
| 1.      | Orzeł Elbląg Krystian Giszka Adrian Jasiński Michael Popov Beniamin Rumak                                | 7:46,241 |
| 2.      | Juvenia Białystok III Jan Bogdanowicz Jakub Borowski Krzysztof Drumski Marcin Michalis                   | 7:52,919 |
| 3.      | Juvenia Białystok Rafał Anikiej Bartosz Konopko Łukasz Kuczyński Krystian Werpachowski                   | 7:53,758 |
| -       | Juvenia Białystok II Bartosz Bielecki Robert Dąbrowski Krystian Korecki Jakub Maliszewski Karol Nieścier | PEN      |